# I Love Rock 'n' Roll (versión de Britney Spears)
«I Love Rock 'n' Roll» es una versión pop rock interpretada por la cantante estadounidense Britney Spears, de la canción original de The Arrows, e incluida en su tercer álbum de estudio, Britney (2001). Rodney Jerkins la produjo inicialmente para la banda sonora de la película debut de la artista, Crossroads (2002), donde la protagonista Lucy la canta en el karaoke de un bar. La versión cuenta con una instrumentación mecanizada, scratches de DJ y una interpretación llena de gemidos. La misma Spears decidió versionar «I Love Rock 'n' Roll», pues siempre la cantaba en los karaokes, sin embargo, recibió críticas luego de no atribuirla a The Arrows en una teleconferencia y tras confundir a Joan Jett con Pat Benatar, siendo Jett quien popularizó la canción entre 1981 y 1982 con una versión propia.
Entre mayo y noviembre de 2002, Jive Records la publicó como tercer, cuarto o quinto sencillo de Britney, dependiendo del país y excluyendo Francia y los Estados Unidos, siendo el cuarto sencillo en la mayoría de los casos, después de «I'm a Slave 4 U», «Overprotected» y «I'm Not a Girl, Not Yet a Woman». Varios críticos y sondeos la catalogaron como una de las peores versiones en la historia y cuestionaron el gusto de la cantante por el rock and roll, lo que incluso Jett puso en duda años más tarde. Sin embargo, Alan Merrill de The Arrows la catalogó como un «punto de inflexión» importante para la canción original, pues dio paso a que artistas contemporáneos como Alex Gaudino, Miley Cyrus y L'Arc-en-Ciel también la versionaran.
Su video musical fue dirigido por Chris Applebaum, quien antes dirigió el clip «The Darkchild Remix» de «Overprotected». En el video, Spears viste ropas ajustadas de cuero negro y lidera una banda de rock en un estudio de muros rojos, con escenas donde gatea en el suelo y baila en una motocicleta. Una toma con el nombre «Ben» y un número de teléfono escritos en su mano llevó a los medios a relacionarlo con una aventura amorosa con Ben Affleck. Por su parte, los televidentes de MTV Latinoamérica lo votaron como el segundo mejor video de 2002, mientras que los críticos lo llamaron «sexy», pero lo catalogaron como una burla al rock and roll. Para promocionar la versión, Spears la presentó en la gira Dream Within a Dream Tour (2001 – 2002), en su residencia en Las Vegas Britney: Piece of Me (2016 – 2017) y en un popurrí en los Billboard Music Awards 2016.
Tras su publicación, la versión se ubicó entre los diez primeros éxitos semanales en Alemania, Austria, Hungría e Irlanda, y entre los veinte primeros en Finlandia, Italia, los Países Bajos, Suecia, Suiza, la Región Flamenca de Bélgica y Australia, donde la ARIA la certificó con un disco de oro por ventas de 35 000 copias. En Alemania, Australia, Suecia, Suiza y la Región Flamenca fue uno de los cien sencillos más exitosos de 2002, mientras que en el Reino Unido debutó en el puesto 13 de la lista UK Singles Chart y vendió 51 000 unidades hasta 2010, siendo sin embargo uno de sus éxitos más modestos. Pese a no haber sido publicada como sencillo en los Estados Unidos, la versión tuvo 14 000 descargas en el país hasta 2010.

## Antecedentes y publicación
«I Love Rock 'n' Roll» es una canción hard rock compuesta en 1975 por Alan Merrill y Jake Hooker de The Arrows, que se popularizó entre 1981 y 1982 cuando una versión de Joan Jett & The Blackhearts lideró la lista Billboard Hot 100 de los Estados Unidos durante siete semanas y cuyo video musical en blanco y negro fue uno de los más transmitidos en los primeros años de MTV. La versión de Spears fue grabada en 2001 en los estudios The Record Plant de Los Ángeles y The Hit Factory Criteria de Miami, en los Estados Unidos, y producida por Rodney Jerkins originalmente para la banda sonora de la película debut de la cantante, Crossroads (2002), donde su personaje Lucy la canta en el karaoke de un bar. Además, la canción formó parte de su tercer álbum de estudio, Britney (2001), en cuyas notas Spears agradeció a Jerkins al escribir: «Gracias por ser el genio que eres». Según el entonces mánager discográfico de la cantante, Steve Lunt, ella escuchó la canción original de The Arrows después de haber grabado la versión. Por su parte, Jerkins previamente produjo la versión de «(I Can't Get No) Satisfaction» de The Rolling Stone que la artista incluyó en Oops!... I Did It Again (2000). En septiembre de 2001, Spears reveló que había grabado «I Love Rock 'n' Roll» y adelantó que su tercer trabajo discográfico —intitulado para entonces— definitivamente tendría «más de un toque roquero», pero que no se alejaría de la música pop, sino que la llevaría a un nivel diferente.

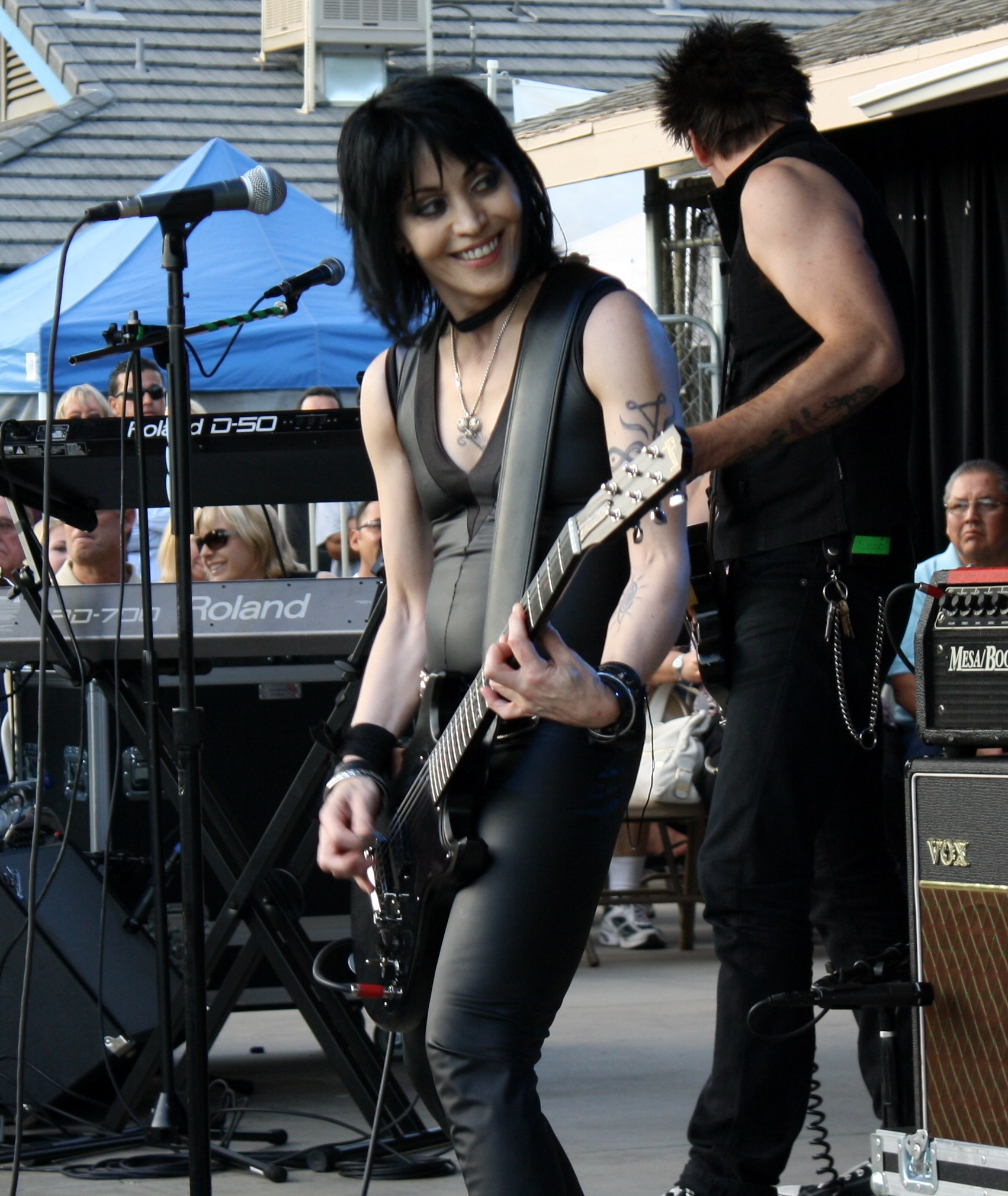
Joan Jett popularizó la canción con una versión propia entre 1981 y 1982.

El 24 de octubre de 2001, Spears dio una teleconferencia donde se le preguntó si no consideraba riesgoso versionar canciones como «(I Can't Get No) Satisfaction» y «I Love Rock 'n' Roll», a lo que respondió:

Bueno, en realidad la canción «I Love Rock 'n' Roll» se relaciona con una película que acabo de hacer [Crossroads]. Hay una escena de karaoke y me dijeron: "Necesitamos una canción para que la cantes". Y la verdad es que siempre canto «I Love Rock 'n' Roll» en los karaokes, así que me hizo sentido versionarla. Quería llegar, rehacerla y realmente llenarla de ritmo. Me encanta la canción. Amo a Pat Benatar, creo que es increíble. Es como si fuera una chica rock and roll que solo la está pasando bien y [además] es una canción de mucho empoderamiento.
Britney Spears

Su respuesta desencadenó críticas por desconocer que la canción original era de The Arrows y por confundir a Joan Jett con Pat Benatar.
El 27 de mayo de 2002, Jive Records publicó la versión como tercer o cuarto sencillo de Britney, dependiendo del país y siendo el cuarto en la mayoría de los casos, después de «I'm a Slave 4 U», «Overprotected» y «I'm Not a Girl, Not Yet a Woman», mientras que el 4 de noviembre de 2002 la lanzó en Irlanda y el Reino Unido como quinto y último sencillo del álbum, después de «Boys». Su publicación como sencillo excluyó a los Estados Unidos y fue sustituida por «Anticipating» en Francia. La edición instrumental «Karaoke Version» formó parte de casi todos sus formatos, los que también incluyeron remezclas de los tres primeros sencillos de Britney, especialmente «Metro Remix» de «I'm Not a Girl, Not Yet a Woman» y «The Darkchild Remix» de «Overprotected», la que también fue producida por Jerkins. Años más tarde, la discográfica la incluyó en las ediciones más completas de los álbumes recopilatorios Greatest Hits: My Prerogative (2004) y The Singles Collection (2009).

## Composición

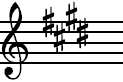
La versión está compuesta en la tonalidad mi mayor.

Alan Merrill y Jake Hooker de The Arrows compusieron la canción original en 1975, pero Joan Jett cambió la dinámica de géneros de la letra en su versión de 1981, en la que habla de una mujer que conquista a un chico joven en lugar de un hombre que conquista a una chica. Spears conservó este cambio en su versión, la que está compuesta en la tonalidad mi mayor con un tempo moderadamente alto de 92 pulsaciones por minuto y un registro vocal que se extiende desde la nota sol3 hasta la nota sol4. La versión cuenta con un estilo pop rock, una instrumentación mecanizada, gemidos, interpretaciones de Paul Umbach en guitarra y scratches del DJ Corey Chase, así como también con un riff muy similar al de la canción original de The Arrows y al de la versión de Jett. Su estribillo es interpretado por once vocalistas que acompañan la voz principal y cantan: «Me encanta el rock and roll, así que pon otro centavo en la rocola, bebé. Me encanta el rock and roll, así que ven, hazte el tiempo y baila conmigo».
La letra trata sobre la seducción de un adolescente que pone música en una jukebox y comienza con la línea: «Lo vi bailando allí junto a la máquina de discos. Sabía que debía tener unos diecisiete. El ritmo iba fuerte, sonaba mi canción favorita. Sabía que no pasaría mucho tiempo hasta que estuviera conmigo». El segundo verso cuenta cómo su intérprete lo conquista: «Sonrió, así que me levanté y le pregunté su nombre. "Pero eso no importa", dijo, "porque da lo mismo". Le dije: "¿Puedo llevarte a casa, donde podemos estar solos?" Y entonces nos fuimos y él estaba conmigo, sí, conmigo. Y nos fuimos cantando esa misma vieja canción». Hacia el desenlace, el puente adiciona una frase original de la versión: «Me encanta el rock and roll porque apacigua mi alma».

## Recepción crítica
La versión contó con una recepción crítica mayoritariamente negativa. Dentro de las pocas excepciones, Chris Heath del sitio Dotmusic señaló que resultó ser una de las canciones más destacadas de Britney, pese a que en el pasado las versiones de la cantante habían sido un «obstáculo» en sus álbumes, y Ted Kessler de NME escribió: «Britney y Britney funcionan aún mejor cuando preparan un buen queso pop y un sándwich dance: está la versión as de "I Love Rock 'n' Roll" de Joan Jett producida por Rodney Jerkins, que hace exactamente lo que dice en la lata». A su vez, Katie Perone de Greyhound Loyola sostuvo que es una «gran versión con un toque moderno, ritmos de estilo de discoteca y scratches de tocadiscos de fondo». Por su lado, Nikki Tranter de PopMatters la llamó «diferente» a la oferta pop promedio de Britney, obvió que la cantante no tuvo nada que ver con la elección de la canción, después de atribuirla a Pat Benatar en lugar de Jett, y sostuvo que «aun así, [Spears] hace una extraña justicia a la melodía alzando su interpretación y produciendo algo que, si bien es tonto y tiene un gusto por lo pasado de moda, en realidad es divertido escuchar».
Más críticos, Stephen Thomas Erlewine de Allmusic señaló que Jerkins ofreció una «invención rítmica bienvenida en muchas de sus contribuciones» en Britney, pero que falló en la versión, y Barry Walters de Rolling Stone sostuvo: «La blasfemia hip hop del productor Rodney Jerkins en "I Love Rock 'n' Roll" de Joan Jett no llega tan lejos como debería (¿es una remezcla de Limp Bizkit en el futuro?), pero ciertamente supera lo que los arquitectos de estudio anteriores [de Spears] hicieron con esas canciones de Sonny & Cher y The Rolling Stones», refiriéndose a las versiones de «The Beat Goes on» y «(I Can't Get No) Satisfaction» que la cantante hizo anteriormente. A su vez, E! Online escribió: «La mayoría de las partes buenas de la Britney que nos golpeó originalmente [...], una vez más se ahogan en voces jodeantes y en artimañas de estudio multiproducidas y ajustadas a la perfección. Y, francamente, un poco demasiado quejumbrosas. Una versión inquietantemente criminal de "I Love Rock 'n' Roll" de Joan Jett no ayuda a la situación en absoluto».
Por otro lado, Annabel Leathes de la BBC la llamó una «puñalada floja» a la versión de Jett y el sitio Ultimate Classic Rock escribió: «[...] Spears suena desconectada en todos los niveles en su versión de "I Love Rock 'N' Roll", aunque la canción no requiere que su cantante alcance alguna nota loca, debe sonar como si fuera, ya sabes, me encanta el rock and roll. La versión de Jett [..] perdura debido a su actitud descaradamente perfecta, algo que Spears y sus productores intentaron cambiar por instrumentación mecanizada, scratches de DJ y una interpretación extraordinariamente sin emociones. No funcionó». A su vez, Jett declaró en una entrevista en 2008: «Nunca he escuchado la versión de Britney. Quiero decir, obviamente he oído hablar de ella, pero nunca entendí la idea completa. La gente suele versionar una canción que dice algo sobre sí, pero dudo que a ella [Spears] le guste el rock and roll. Tal vez le gusten las canciones». En 2010, los lectores de NME la catalogaron como la peor versión en la historia, mientras que en 2011 los lectores de Rolling Stone la catalogaron como la séptima peor versión y en 2015 Lisa Wright de NME la ubicó en el puesto número 28 en su lista de las peores versiones. En 2018, Shannon Barbour de Cosmopolitan la ubicó al final de una lista de los 30 mejores sencillos de Spears y escribió: «Teniendo en cuenta que Joan Jett hizo esta canción lo que es hoy, la versión de Britney es una venta muy, muy difícil. ¡A por esfuerzo, sin embargo!».

## Video musical
Spears grabó el video musical de la versión a principios de abril de 2002 en The Inn, un bar de Long Beach, Nueva York, bajo la dirección de Chris Applebaum, quien meses antes dirigió su clip de la remezcla «The Darkchild Remix» de «Overprotected». En el video, encarna a la vocalista de una banda de rock que canta con su grupo en un estudio de muros rojos, mientras viste ropas ajustadas de cuero negro. Las primeras escenas son en blanco y negro, y son sucedidas por tomas que la muestran cuando gatea en el suelo, simula tocar una guitarra y golpea los parlantes con una guitarra eléctrica, lo que genera una lluvia de confeti, así como también cuando monta una motocicleta Harley sobre una plataforma giratoria y realiza movimientos de baile sugestivos. En una toma, la cantante tiene el nombre «Ben» y un número de teléfono escrito en su mano, en referencia al protagonista de Crossroads —interpretado por Anson Mount— y a un comercial de televisión, respectivamente. Además, una escena donde lame aceite del suelo fue descartada, pero luego se filtró en Internet, mientras que una de las fotografías tomadas en el rodaje más tarde fue usada como portada de «My Prerogative» (2004).

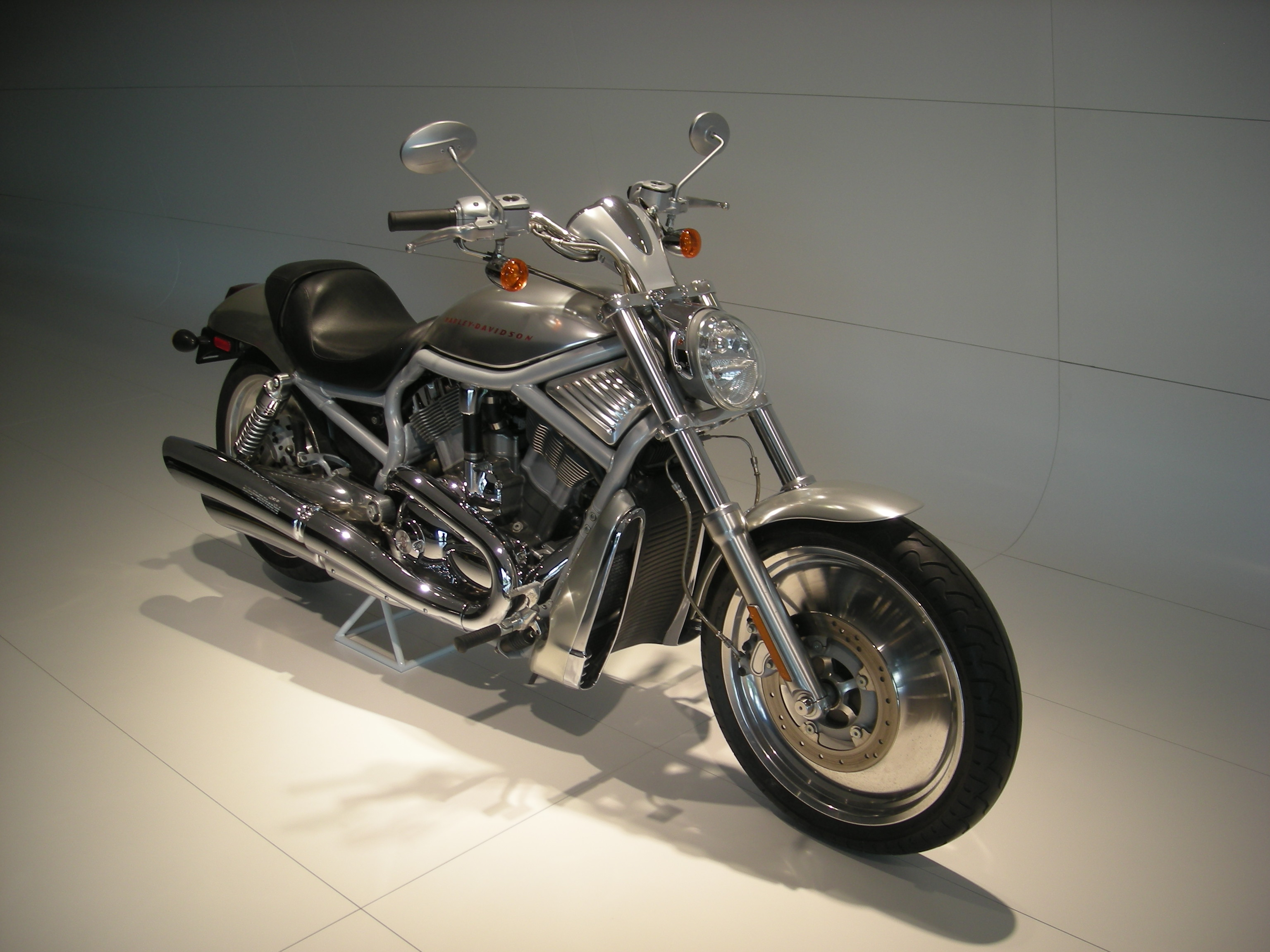
En una de las escenas principales, Spears monta una motocicleta Harley sobre la cual hace movimientos de baile sugestivos.

Su estreno fue realizado el 28 de mayo de 2002. En respuesta, la audiencia de MTV Latinoamérica lo votó como el segundo mejor video de 2002, después de «Complicated» de Avril Lavigne. El 25 de octubre de 2009 fue publicado en la cuenta Vevo de la cantante, donde recibió más de 33 millones de visualizaciones hasta octubre de 2020. Por otro lado, medios sensacionalistas como Mirror señalaron que la escena con el nombre «Ben» y el número de teléfono aludía una aventura amorosa entre Spears y Ben Affleck, el entonces prometido de Jennifer Lopez, y que también podría estar dirigida a Justin Timberlake, con quien había terminado poco antes y quien meses después publicó «Cry Me a River» como resultado del quiebre.
En cuanto a su recepción crítica, Becky Bain de Idolator sostuvo: «El rock and roll y Britney Spears no coinciden exactamente, pero vale la pena ver este video para ver a la estrella del pop escabullirse por el suelo con un par de pantalones de cuero y montarse en una motocicleta. Vertiginoso, sí». Por otro lado, Rolling Stone señaló que se hizo más conocido por «hacerle burla al rock and roll» y Kaitlin Reilly de Bustle escribió: «Apoyo a Spears por animarse con esta versión sexy del famoso éxito de Joan Jett, pero hay algo extrañamente falso en que Spears monte una Harley en un atuendo de cuero. Se ve y suena genial, pero en una especie de "haciendo karaoke en Halloween"». De forma más crítica, Jarett Wieselman de New York Post lo catalogó como uno de sus peores trabajos, junto con «Overprotected», y escribió: «Como si abusar de una de las canciones más icónicas de Joan Jett no fuera lo suficientemente malo, [Britney] también recicla uno de los antiguos sets de Lenny Kravitz».

## Presentaciones
Spears presentó la versión durante la gira Dream Within a Dream Tour (2001 – 2002), con la que recorrió los Estados Unidos, Canadá y Japón, y donde la incluyó como primera canción del quinto acto, «Making the Band», sucedida por «What It's Like to Be Me» y «Lonely» de Britney. En el espectáculo la interpretaba con cuatro bailarinas sobre una plataforma que lentamente se elevaba en el aire mientras una lluvia de chispas caía como fondo. Hacia el final, saltaba y hacía acrobacias en el aire colgada de elásticos. MTV la catalogó como una de la presentaciones más destacadas y notó que la mayoría de los fanáticos parecían estar familiarizados con la canción, pese a que aún no nacían cuando la versión de Joan Jett lideró las listas en 1982. En 2002, incluyó la presentación en el DVD de la gira, Live from Las Vegas, el que se grabó durante dos días en la MGM Grand Garden Arena.

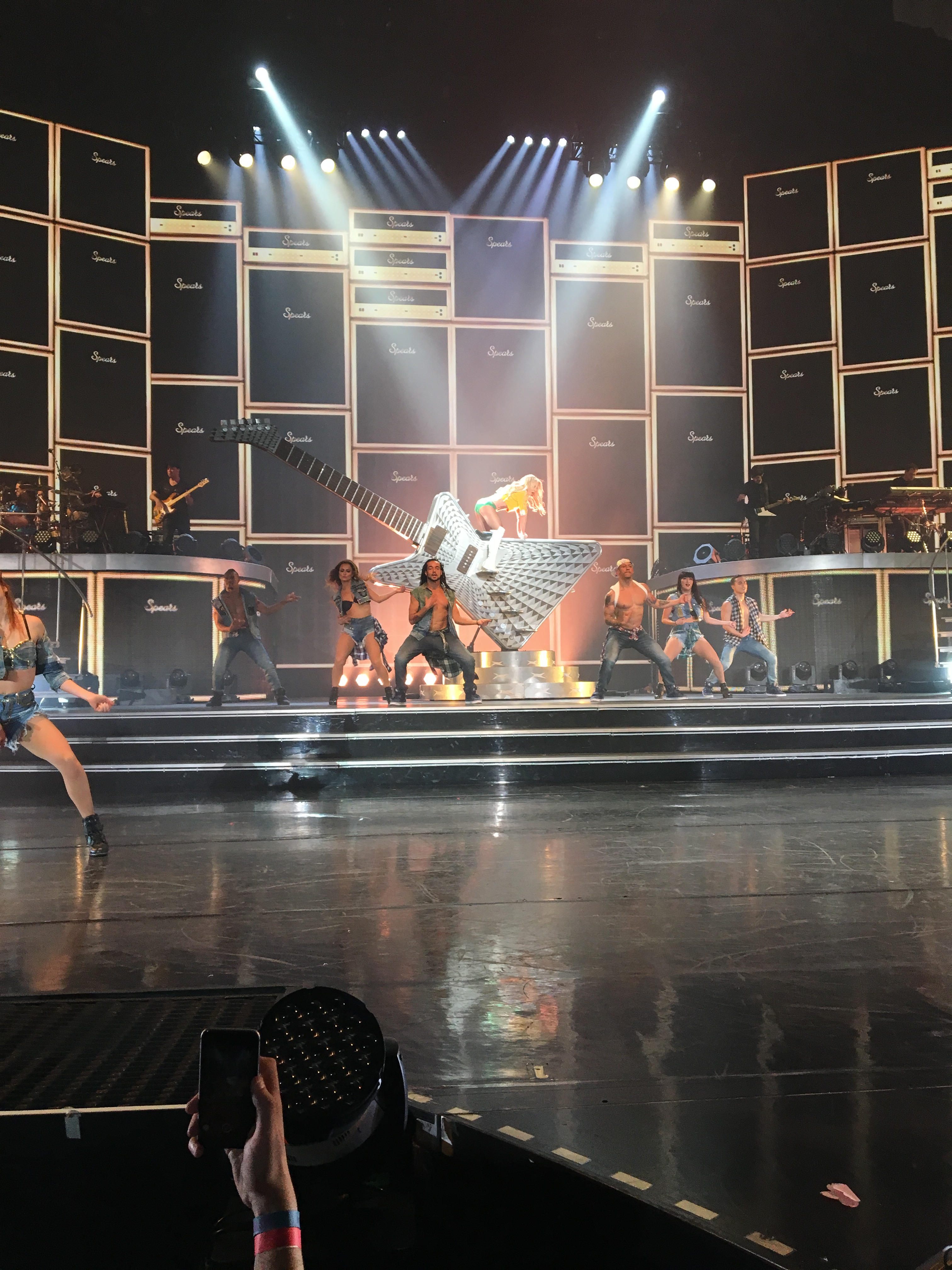
Spears interpretando su versión de «I Love Rock 'n' Roll» en Britney: Piece of Me (2016 – 2017).

Después de casi catorce años, el 13 de febrero de 2016 la incluyó en su residencia de conciertos en Las Vegas, Britney: Piece of Me  (2016 – 2017). Como parte de la renovación del repertorio, la versión formó parte del segundo acto, «The Hits», antecedida por «Me Against the Music» y sucedida por «Gimme More». Durante el espectáculo, una guitarra eléctrica gigante —que simulaba movimientos de un toro mecánico— aparecía en el escenario y Spears se subía a ella mientras cantaba rodeada de varios bailarines, en una puesta en escena similar a la que usó para su versión de «Burning Up» (1982) de Madonna en el Femme Fatale Tour (2011). Aunque en un espectáculo tuvo un problema de vesturario que casi dejó sus partes íntimas al descubierto, lo resolvió rápidamente con la ayuda de sus bailarines. En su reseña, Bradley Stern de PopCrush señaló que fue «una adición muy divertida para el repertorio» y comparó sus movimientos sobre la guitarra con los que hizo sobre la motocicleta en el video musical, mientras que Iman Lababedi de Rock NYC escribió: «Brillante, radiante, enérgico, con ocho cambios de vestuario y la misma cantidad de actos, desde el paraíso montado a guitarra durante "Love Rock 'n' Roll" hasta el salto de amazona suicida durante "Toxic", el lugar fue una explosión de todo por lo que vienes a Las Vegas».
El 22 de mayo de 2016 interpretó la misma puesta en escena como parte de un popurrí de siete canciones, antecedida por «Womanizer» y sucedida por «Breathe on Me», en los Billboard Music Awards 2016, donde recibió el premio «Millennium Award», el cual reconoce los logros excepcionales de su carrera e influencia en la industria de la música. Días después, la presentación se publicó en su cuenta Vevo, donde recibió más de 33 millones de reproducciones hasta octubre de 2020. En respuesta, Josh Duboff de Vanity Fair lo llamó un «popurrí energético» y señaló que marcó el «regreso triunfante» de la cantante a la televisión en vivo, y Chelsea White de Daily Mail señaló que con la versión llevó a sus fanáticos de vuelta a los días de Crossroads y especificó: «Casi de inmediato se hizo evidente por qué a la estrella se le otorgó el mayor honor de la noche, el "Millennium Award", ya que le dio a los fanáticos exactamente lo que pedían y más».

## Rendimiento comercial

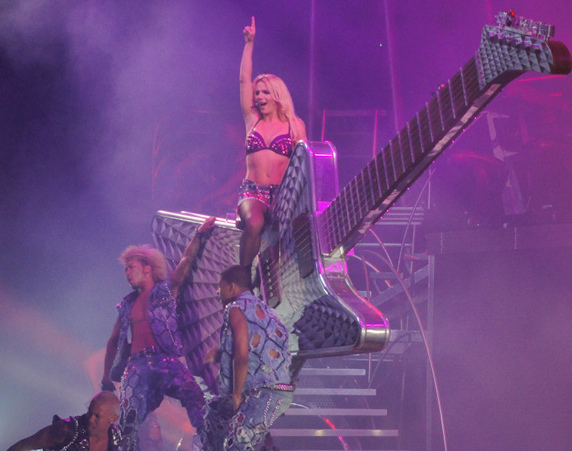
Spears en el Femme Fatale Tour (2011), sobre la misma guitarra que luego usó para las presentaciones de 2016 y 2017 de «I Love Rock 'n' Roll».

«I Love Rock 'n' Roll» registró logros comerciales diversos. En Australia debutó en el puesto número 13, según la edición del 16 de junio de 2002 de ARIA, posición que volvió a ocupar dos semanas después. La organización luego lo certificó disco de oro, por ventas de 35 000 copias, y lo enlistó entre los setenta sencillos más exitosos de 2002.
Por otro lado, en Europa se ubicó entre los diez primeros éxitos semanales en Alemania, Austria, Hungría e Irlanda, y entre los veinte primeros en Finlandia, Italia, los Países Bajos, Suecia, Suiza y la Región Flamenca de Bélgica. En Alemania, Suecia, Suiza y la Región Flamenca además fue uno de los cien sencillos que tuvieron más éxito durante 2002. En el Reino Unido debutó en el puesto número 13 de la lista UK Singles Chart, donde fue el segundo sencillo de Spears que no consiguió ubicarse entre los diez primeros lugares, después de «Don't Let Me Be the Last to Know», y donde marcó el debut más bajo de uno de sus sencillos hasta entonces, según la edición del 16 de noviembre de 2002. Aunque vendió 51 000 copias en el país hasta septiembre de 2010, terminó por ser uno de sus trabajos de menor impacto comercial. Con todo lo anterior, alcanzó el lugar número 35 de la lista continental European Hot 100, de acuerdo a la edición del 23 de noviembre de 2002, siendo el segundo sencillo de Spears que no logró situarse entre los diez primeros puestos, después de «Boys».
Aunque Jive Records no publicó la versión en los Estados Unidos, esta tuvo 14 000 descargas en el país hasta septiembre de 2010.

## Influencia

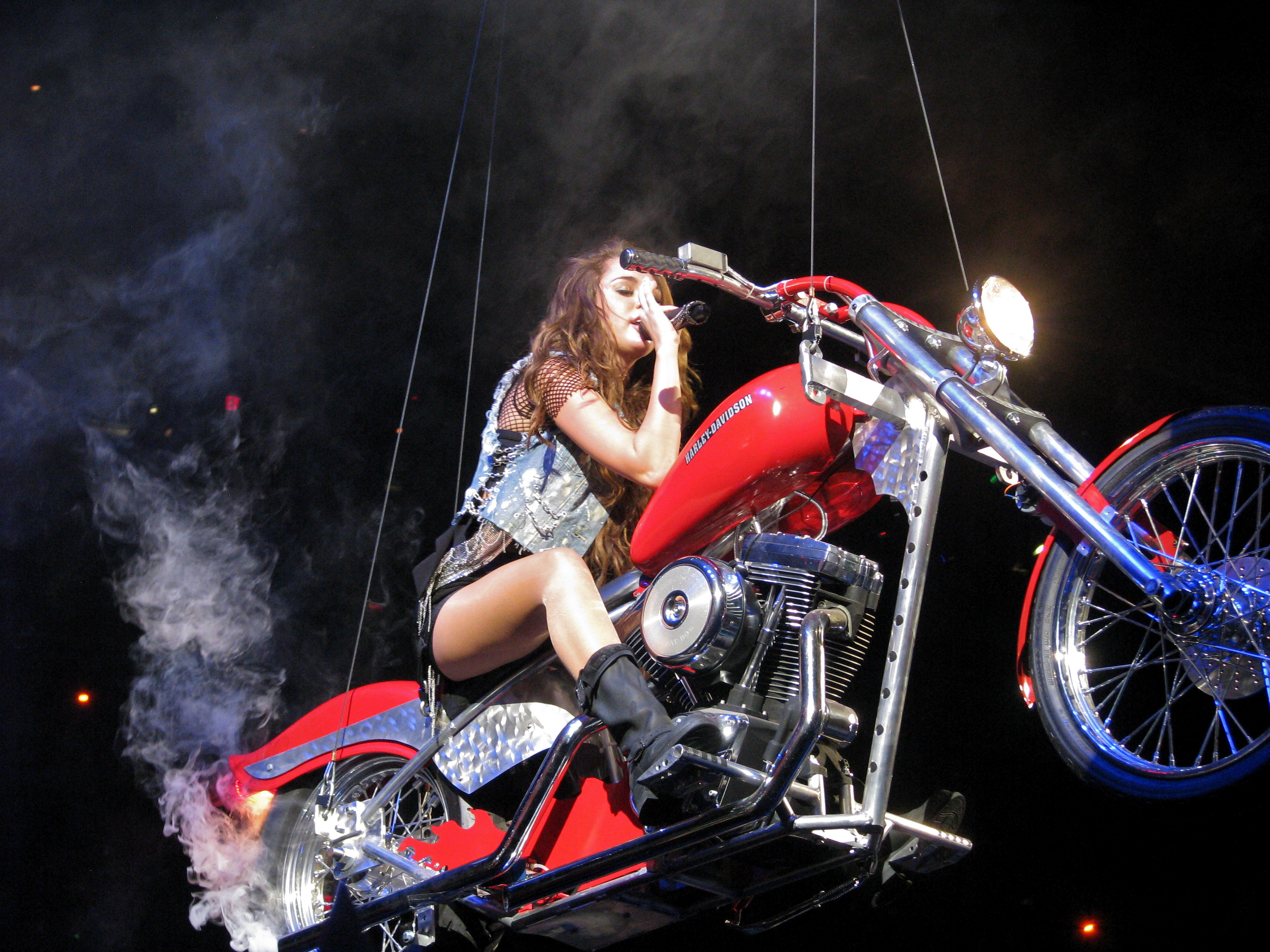
Tras Spears, varios artistas comenzaron a versionar «I Love Rock 'n' Roll». En la foto, Miley Cyrus interpretando su versión en el Gypsy Heart Tour (2011).

Tras Spears, varios artistas de diferentes géneros musicales comenzaron a versionar la canción, incluyendo a Alex Gaudino, Miley Cyrus y L'Arc-en-Ciel, así como también a usarla en muestreos, como Eminem en «Remind Me» de Revival (2017). El hecho fue comentado por el mismo Alan Merrill de The Arrows, quien en 2015 declaró en una entrevista donde se le preguntó cuándo se dio cuenta de que «I Love Rock 'n' Roll» era un clásico de todos los tiempos:

«Respuesta fácil: cuando Britney Spears versionó la canción en 2002 abrió las compuertas. Su versión mostró que la canción tenía más profundidad que un simple enfoque hard rock. La mayoría de los estadounidenses no saben que publicó la canción como sencillo y tuvo éxito con ella en todas partes excepto en los Estados Unidos, donde la canción está tan indeleblemente asociada con Joan Jett que Britney no se molestó en publicar su versión. Ahora, gracias a Britney, hay todo tipo de versiones de la canción, desde country & western hasta canciones sexys, en todo el mundo. Creo que la versión de Britney de 2002 fue un punto de inflexión, un paso hacia adelante para la canción en términos de mostrar su naturaleza diversa y flexible. Dicho esto, tengo un gran respeto por la versión hard rock de Joan Jett de 1982, que le dio a la canción una vida muy saludable en los Estados Unidos. Antes de eso, solo se había escuchado en el Reino Unido —mi versión original de 1975 se publicó solo en Inglaterra y Bélgica.

## Formatos
| Maxisencillo australiano y europeo |                                                 |          |  |
| N.º                                | Título                                          | Duración |  |
| 1.                                 | «I Love Rock 'n' Roll»                          | 3:07     |  |
| 2.                                 | «I Love Rock 'n' Roll» (Karaoke Version)        | 3:05     |  |
| 3.                                 | «Overprotected» (Riprock 'n Alex G Remix)       | 3:25     |  |
| 4.                                 | «I'm Not a Girl, Not Yet a Woman» (Metro Remix) | 5:24     |  |

| Casete australiano |                                          |          |  |
| N.º                | Título                                   | Duración |  |
| 1.                 | «I Love Rock 'n' Roll»                   | 3:06     |  |
| 2.                 | «I Love Rock 'n' Roll» (Karaoke Version) | 3:04     |  |
| 3.                 | «Overprotected» (Darkchild Remix)        | 3:06     |  |

| Maxisencillo japonés |                                                         |          |  |
| N.º                  | Título                                                  | Duración |  |
| 1.                   | «I Love Rock 'n' Roll»                                  | 3:06     |  |
| 2.                   | «I Love Rock 'n' Roll» (Karaoke Version)                | 3:04     |  |
| 3.                   | «Overprotected» (Darkchild Remix)                       | 3:18     |  |
| 4.                   | «I'm Not a Girl, Not Yet a Woman» (Metro Remix)         | 5:25     |  |
| 5.                   | «I'm a Slave 4 U» (Thunderpuss Radio Mix)               | 3:18     |  |
| 6.                   | «I'm a Slave 4 U» (Miguel Migs Petalpusher Vocal)       | 5:30     |  |
| 7.                   | «I'm Not a Girl, Not Yet a Woman» (Spanish Fly Dub Mix) | 6:01     |  |

| Sencillo en CD europeo |                                   |          |  |
| N.º                    | Título                            | Duración |  |
| 1.                     | «I Love Rock 'n' Roll»            | 3:06     |  |
| 2.                     | «Overprotected» (Darkchild Remix) | 3:18     |  |

| Sencillo en CD alemán |                                          |          |  |
| N.º                   | Título                                   | Duración |  |
| 1.                    | «I Love Rock 'n' Roll»                   | 3:08     |  |
| 2.                    | «I Love Rock 'n' Roll» (Karaoke Version) | 3:04     |  |

| Maxisencillo británico |                                          |          |  |
| N.º                    | Título                                   | Duración |  |
| 1.                     | «I Love Rock 'n' Roll»                   | 3:07     |  |
| 2.                     | «I Love Rock 'n' Roll» (Karaoke Version) | 3:07     |  |
| 3.                     | «Overprotected» (Darkchild Remix Edit)   | 3:18     |  |
| 4.                     | «I Love Rock 'n' Roll» (Video)           |          |  |

| Descarga/Sencillo en CD de The Singles Collection (2009) |                                                            |          |  |
| N.º                                                      | Título                                                     | Duración |  |
| 1.                                                       | «I Love Rock 'n' Roll»                                     | 3:05     |  |
| 2.                                                       | «I'm Not a Girl, Not Yet a Woman» (Metro Remix Radio Edit) | 3:29     |  |

## Posicionamiento en listas

### Listas semanales
| País              | Lista             | Primera semana          | Posición debut | Mejor posición | Semanas en la mejor posición | Semanas en la lista | Última semana            | Ref.   |
| ----------------- | ----------------- | ----------------------- | -------------- | -------------- | ---------------------------- | ------------------- | ------------------------ | ------ |
| Europa            |                   |                         |                |                |                              |                     |                          |        |
| Alemania          | Top 100 canciones | 10 de junio de 2002     | 7              | 7              | 1                            | 13                  | 8 de septiembre de 2002  | [ 53 ] |
| Austria           | Top 75 canciones  | 9 de junio de 2002      | 27             | 9              | 1                            | 17                  | 29 de septiembre de 2002 | [ 54 ] |
| Bélgica (Flandes) | Top 50 canciones  | 8 de junio de 2002      | 38             | 15             | 2                            | 10                  | 10 de agosto de 2002     | [ 62 ] |
| Bélgica (Valonia) | Top 50 canciones  | 22 de junio de 2002     | 34             | 27             | 1                            | 6                   | 27 de julio de 2002      | [ 80 ] |
| Finlandia         | Top 20 canciones  | 14 de julio de 2002     | 19             | 19             | 1                            | 1                   | 14 de julio de 2002      | [ 57 ] |
| Hungría           | Top 20 canciones  | 20 de mayo de 2002      | 6              | 6              | 1                            | 1                   | 20 de mayo de 2002       | [ 55 ] |
| Irlanda           | Top 20 canciones  | 9 de noviembre de 2002  | 8              | 8              | 1                            | 5                   | 7 de diciembre de 2002   | [ 56 ] |
| Italia            | Top 20 canciones  | 13 de junio de 2002     | 20             | 20             | 2                            | 2                   | 20 de junio de 2002      | [ 58 ] |
| Países Bajos      | Top 100 canciones | 1 de junio de 2002      | 35             | 18             | 1                            | 11                  | 10 de agosto de 2002     | [ 59 ] |
| Reino Unido       | Top 100 canciones | 16 de noviembre de 2002 | 13             | 13             | 1                            | 8                   | 4 de enero de 2003       | [ 9 ]  |
| Suecia            | Top 60 canciones  | 20 de junio de 2002     | 28             | 15             | 1                            | 17                  | 10 de octubre de 2002    | [ 60 ] |
| Suiza             | Top 100 canciones | 9 de junio de 2002      | 21             | 15             | 1                            | 16                  | 22 de septiembre de 2002 | [ 61 ] |
| Europa            | Top 40 canciones  | 23 de noviembre de 2002 | 35             | 35             | 1                            | 1                   | 23 de noviembre de 2002  | [ 56 ] |
| Oceanía           |                   |                         |                |                |                              |                     |                          |        |
| Australia         | Top 50 canciones  | 16 de junio de 2002     | 13             | 13             | 2                            | 13                  | 8 de septiembre de 2002  | [ 8 ]  |

### Listas de fin de año
| País              | Lista             | Año  | Posición | Ref.   |
| ----------------- | ----------------- | ---- | -------- | ------ |
| Europa            |                   |      |          |        |
| Alemania          | Top 100 canciones | 2002 | 93       | [ 63 ] |
| Bélgica (Flandes) | Top 100 canciones | 2002 | 76       | [ 66 ] |
| Suecia            | Top 100 canciones | 2002 | 85       | [ 64 ] |
| Suiza             | Top 100 canciones | 2002 | 81       | [ 65 ] |
| Oceanía           |                   |      |          |        |
| Australia         | Top 100 canciones | 2002 | 68       | [ 81 ] |

## Certificaciones
| País                    | Proveedor | Año  | Certificación    | Ventas certificadas | Ref.   |
| ----------------------- | --------- | ---- | ---------------- | ------------------- | ------ |
| Alemania                | BVMI      | 2002 | Disco de oro     | 150 000             | [ 82 ] |
| Australia               | ARIA      | 2002 | Disco de platino | 70 000              | [ 52 ] |
| Dinamarca Dinamarca     | FIIF      | 2002 | Disco de platino | 15 000              | [ 83 ] |
| Reino Unido Reino Unido | BPI       | 2002 | Disco de plata   | 200 000             | [ 83 ] |

## Créditos
| - Britney Spears — voz - Alan Merrill — composición - Jake Hooker — composición - Rodney Jerkins — producción - Paul Umbach — guitarra - Brad Gilderman — grabación - Fabian Marasciullo — grabación | - Corey Chase — scratches - Javier Valverde — asistencia de ingeniería - Marc Lee — asistencia de ingeniería - Albert D. Hall — coro - Ann Marie Bush — coro - Chris Thompson — coro - Damien Hall — coro | - Deann Dover — coro - Jason R. Scheff — coro - Jeff Pescetto — coro - Maxayn Morguchi — coro - Sue Ann Carwell — coro - Tyler Collins — coro - Will Wheaton, Jr. — coro |

Fuente: Discogs.